# Shanne Braspennincx
Shanne Braspennincx (Turnhout, Bélgica, 18 de mayo de 1991) es una deportista neerlandesa que compite en ciclismo en las modalidades de pista, especialista en las pruebas de velocidad por equipos y keirin, y ruta.
Participó en los Juegos Olímpicos de Tokio 2020, obteniendo una medalla de oro en la prueba de keirin. En los Juegos Europeos de Minsk 2019 obtuvo dos medallas, plata en la prueba de keirin y bronce en velocidad por equipos.
Ganó dos medallas de plata en el Campeonato Mundial de Ciclismo en Pista, en los años 2015 y 2018, y siete medallas en el Campeonato Europeo de Ciclismo en Pista entre los años 2014 y 2022.

## Medallero internacional
| Juegos Olímpicos   | Juegos Olímpicos         | Juegos Olímpicos  | Juegos Olímpicos      |
| Año                | Lugar                    | Medalla           | Competición           |
| ------------------ | ------------------------ | ----------------- | --------------------- |
| 2020               | Tokio (Japón)            | Medalla de oro    | Keirin                |
| Campeonato Mundial |                          |                   |                       |
| Año                | Lugar                    | Medalla           | Competición           |
| 2015               | Saint-Quentin (Francia)  | Medalla de plata  | Keirin                |
| 2018               | Apeldoorn (Países Bajos) | Medalla de plata  | Velocidad por equipos |
| Juegos Europeos    |                          |                   |                       |
| Año                | Lugar                    | Medalla           | Competición           |
| 2019               | Minsk (Bielorrusia)      | Medalla de plata  | Keirin                |
| 2019               | Minsk (Bielorrusia)      | Medalla de bronce | Velocidad por equipos |
| Campeonato Europeo |                          |                   |                       |
| Año                | Lugar                    | Medalla           | Competición           |
| 2014               | Baie-Mahault (Francia)   | Medalla de bronce | Velocidad por equipos |
| 2014               | Baie-Mahault (Francia)   | Medalla de bronce | Keirin                |
| 2017               | Berlín (Alemania)        | Medalla de bronce | Velocidad por equipos |
| 2019               | Apeldoorn (Países Bajos) | Medalla de bronce | Velocidad por equipos |
| 2021               | Grenchen (Suiza)         | Medalla de oro    | Velocidad individual  |
| 2021               | Grenchen (Suiza)         | Medalla de oro    | Velocidad por equipos |
| 2022               | Múnich (Alemania)        | Medalla de plata  | Velocidad por equipos |